# Štefan Tarkovič
Štefan Tarkovič (* 18. Februar 1973 in Prešov, Tschechoslowakei) ist ein slowakischer Fußballtrainer.

## Karriere
Seine erste bekannte Karrierestation hatte Tarkovič als Cheftrainer bei MFK Košice ein Großteil der Saison 2010/11. Anschließend heuerte er bei Tatran Presov an, wo er das Traineramt bis Mitte Januar 2012 ausübte und danach in den Trainer-Stab von MSK Zilina wechselte. Hier arbeitete erst unter Frans Adelaar und später unter Lubos Nosicky, ehe er von Anfang Januar 2013 bis zum Saisonende selbst als Cheftrainer tätig war.
Im Sommer 2013 nahm er einen Job beim slowakischen Fußballverband an, welcher ihn fortan als Co-Trainer unter Ján Kozák bei der A-Nationalmannschaft beschäftigte. Für eine Partie war er im Oktober 2018 Interimstrainer der Mannschaft. Ab dem Jahr 2019 wechselte er innerhalb des Verbands auf den Posten des technischen Direktors, fungierte jedoch ab Oktober 2020 als hauptamtlicher Trainer der Nationalmannschaft. Nebst einiger Qualifikationsspiele und der Nations League nahm er in dieser Zeit auch mit dem Team an der Europameisterschaft 2021 teil, bei welcher der dritte Gruppenplatz erreicht wurde. Anfang Juni 2022 endete seine Engagement für den slowakischen Verband und seit Ende April 2023 ist er Cheftrainer der kirgisischen A-Nationalmannschaft.